# Robert Völkl
Robert Völkl (* 12. Februar 1993 in Bad Aibling) ist ein österreichisch-deutscher Fußballspieler auf der Position eines Mittelfeldspielers.

## Karriere

### Verein
Robert Völkl begann in Oberaudorf mit dem Fußballspielen und kam über den TSV 1860 Rosenheim nach Österreich zum FC Red Bull Salzburg. Dort absolvierte er die Jugendausbildung und wurde 2010 in die Zweite Mannschaft, die Juniors, aufgenommen. Nach einer kurzen Leihe im Frühjahr 2012 zum USK Anif wechselte er im Sommer 2012 zum Red-Bull-Farmteam FC Liefering. Mit den Lieferingern schaffte er 2013 den Aufstieg in die Erste Liga. Im Jänner 2014 nahm er mit der ersten Mannschaft am Trainingslager in Doha teil und lief in einem Testspiel gegen den FC Bayern München erstmals für die Kampfmannschaft auf.
Nach dem Ende der Saison 2013/14 wechselte er zum SV Grödig in die österreichische Bundesliga.
Nachdem sich Grödig aus dem Profifußball zurückgezogen hatte, wechselte er im August 2016 zum deutschen Regionalligisten Stuttgarter Kickers.
Im Jänner 2017 kehrte er nach Österreich zurück, wo er sich dem Zweitligisten Floridsdorfer AC anschloss.
Zur Saison 2018/19 kehrte er zum Regionalligisten SV Grödig zurück.

### Nationalmannschaft
Da Völkl neben der deutschen auch die österreichische Staatsbürgerschaft besitzt, ist er seit 2010 für die Jugendauswahlen Österreichs im Einsatz. Er wurde sowohl in die U-19-Nationalmannschaft als auch in die U-21-Nationalmannschaft berufen und eingesetzt.

## Erfolge
- 1× Aufstieg in Erste Liga: 2013 (Relegation gegen LASK Linz)
- 2× Meister Regionalliga West: 2011, 2013
- 1× Salzburger Landespokalsieger: 2011